# Ador (Valencia)
Ador ist eine spanische Gemeinde (Municipio) mit 1.729 Einwohnern (Stand: 2024) in der Valencianischen Gemeinschaft, in der Comarca La Safor.

## Lage
Ador liegt nahe der Costa del Azahar (Mittelmeerküste) in einer Höhe von ca. 50 m. Die Provinzhauptstadt Valencia liegt etwa 50 Kilometer in nordnordwestlicher Richtung.

## Geschichte
| Jahr      | 1900 | 1930  | 1950  | 1960  | 1970  | 1981  | 1991  | 2001  | 2011  | 2021  |
| --------- | ---- | ----- | ----- | ----- | ----- | ----- | ----- | ----- | ----- | ----- |
| Einwohner | 822  | 1.104 | 1.242 | 1.321 | 1.340 | 1.252 | 1.088 | 1.206 | 1.542 | 1.772 |

## Kultur und Sehenswürdigkeiten
- Marienkirche (Iglésia de la Virgen de Loreto)
- Josephskapelle
- Heimatmuseum

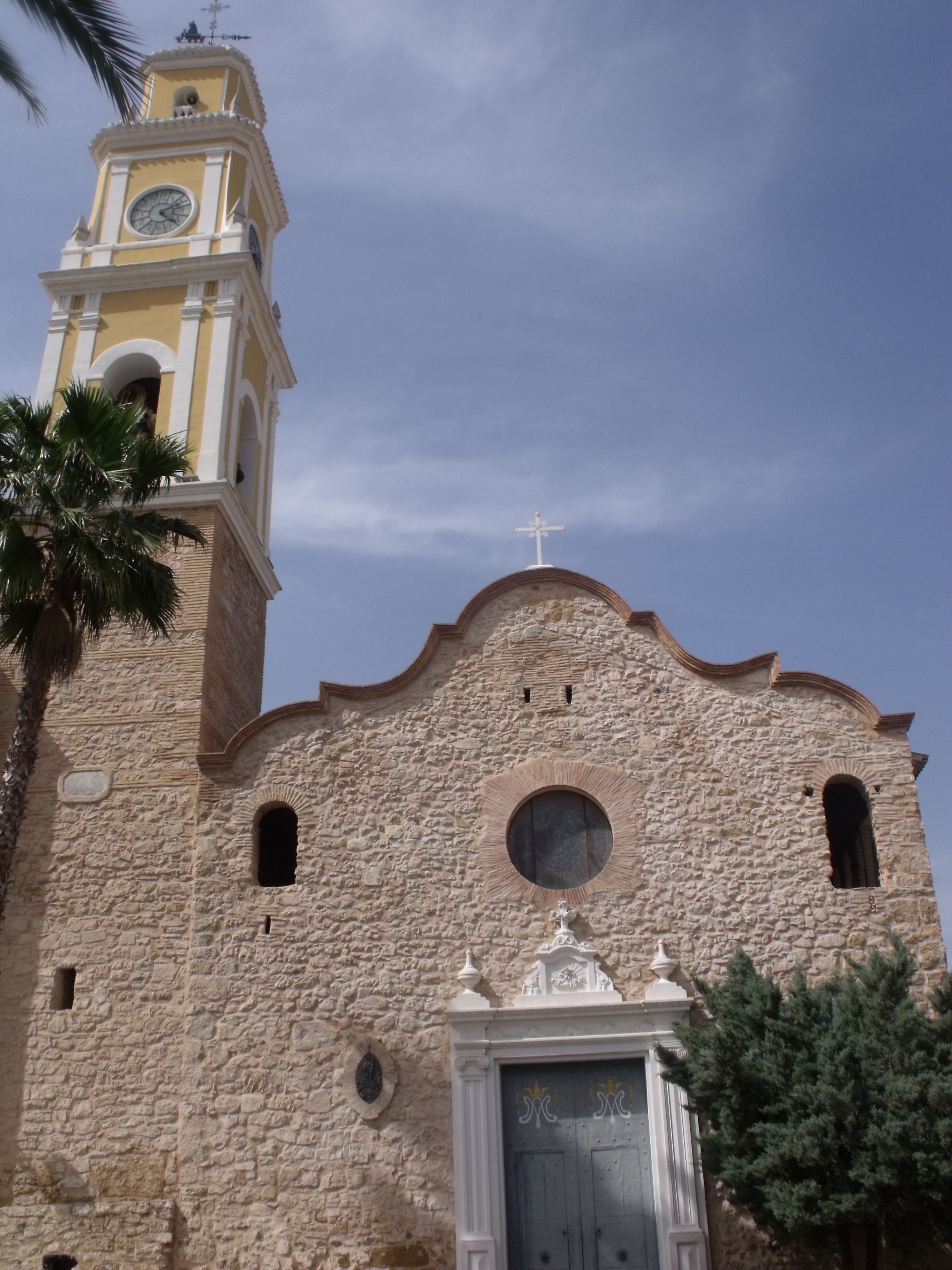
Marienkirche
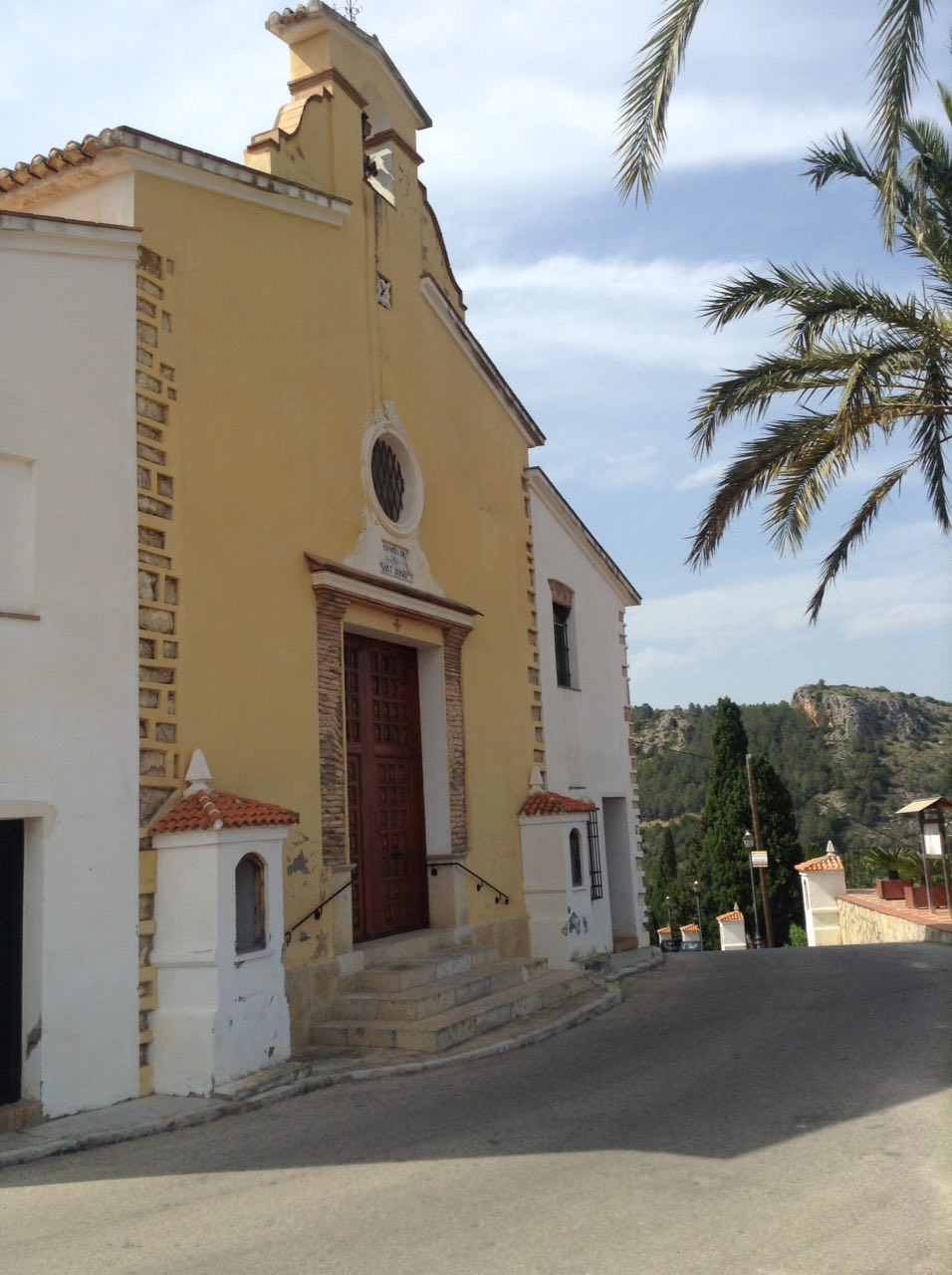
Josephskapelle
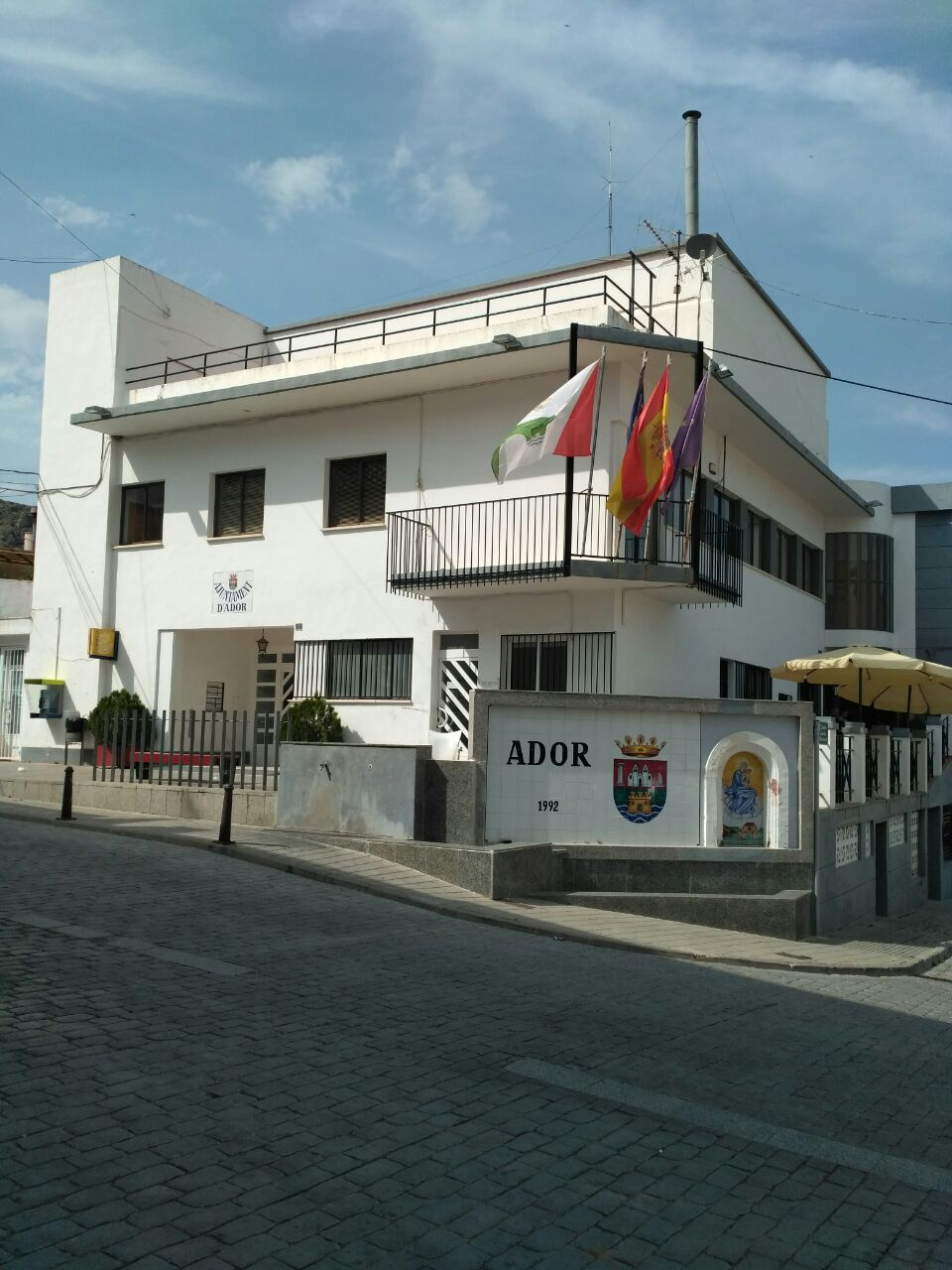
Rathaus